# 8 يوليو
- السبت
- الأحد
- الاثنين
- الثلاثاء
- الأربعاء
- الخميس
- الجمعة

- 283 محرم 1447  هـ
- 294 محرم 1447  هـ
- 305 محرم 1447  هـ
- 16 محرم 1447  هـ
- 27 محرم 1447  هـ
- 38 محرم 1447  هـ
- 49 محرم 1447  هـ
- 510 محرم 1447  هـ
- 611 محرم 1447  هـ
- 712 محرم 1447  هـ
- 813 محرم 1447  هـ
- 914 محرم 1447  هـ
- 1015 محرم 1447  هـ
- 1116 محرم 1447  هـ
- 1217 محرم 1447  هـ
- 1318 محرم 1447  هـ
- 1419 محرم 1447  هـ
- 1520 محرم 1447  هـ
- 1621 محرم 1447  هـ
- 1722 محرم 1447  هـ
- 1823 محرم 1447  هـ
- 1924 محرم 1447  هـ
- 2025 محرم 1447  هـ
- 2126 محرم 1447  هـ
- 2227 محرم 1447  هـ
- 2328 محرم 1447  هـ
- 2429 محرم 1447  هـ
- 2530 محرم 1447  هـ
- 261 صفر 1447  هـ
- 272 صفر 1447  هـ
- 283 صفر 1447  هـ
- 294 صفر 1447  هـ
- 305 صفر 1447  هـ
- 316 صفر 1447  هـ
- 17 صفر 1447  هـ

8 يوليو أو 8 تمُّوز أو 8 يوليه أو يوم 8 \ 7 (اليوم الثامن من الشهر السابع) هو اليوم التاسع والثمانون بعد المئة (189) من السنوات البسيطة، أو اليوم التسعون بعد المئة (190) من السنوات الكبيسة وفقًا للتقويم الميلادي الغربي (الغريغوري). يبقى بعده 176 يوما لانتهاء السنة.

## الأحداث
- 951 - تأسيس مدينة باريس الحديثة والتي أصبحت عاصمة للدولة الفرنسية منذ ذلك التاريخ وحتى الآن.
- 1497 - فاسكو دا غاما يغادر بأربع سفن ميناء مدينة لشبونة متجها نحو الهند.
- 1709 - وقوع «معركة بولتافا» التي هزم فيها القيصر الروسي بطرس الأكبر الملك السويدي شارل الثاني عشر مما أدى إلى نهاية دور السويد كقوة إقليمية في أوروبا.
- 1760 - وقوع «معركة ريستيغوش» بين المملكة المتحدة وفرنسا في إطار حرب السبع سنين، والتي وقعت في منطقة مجرى «نهر ريستيغوش» وانتهت بهزيمة فرنسا مما أدى إلى وقوع كل المستعمرات الفرنسية المتواجدة بشمال القارة الأمريكية في قبضة البريطانيين.
- 1889 - صدور العدد الأول من صحيفة وال ستريت جورنال.
- 1892 - النيران تجتاح مدينة سانت جونز في نيوفاوندلاند بكندا.
- 1937 - إبرام «اتفاقية سعد أباد» بين كل من العراق وتركيا وإيران وأفغانستان ضد الحركة الكردية.
- 1940 - حكومة النرويج تنتقل إلى لندن إثر سقوط أوسلو في يد الألمان بعد قتال دام 62 يومًا خلال الحرب العالمية الثانية.
- 1949 - إعدام مؤسس الحزب السوري القومي الاجتماعي أنطون سعادة.
- 1966 - انقلاب عسكري بمملكة بوروندي ضد الملك «موامبوتسا الرابع»، واعتلاء ابنه الأمير «نديزي الخامس» العرش.
- 1972 - اغتيال الكاتب الفلسطيني غسان كنفاني على يد الموساد بتفجير سيارته بمنطقة الحازمية قرب بيروت.
- 1982 -
  - وقوع «أحداث الدجيل» في العراق ردًا على محاولة اغتيال الرئيس العراقي صدام حسين، وذهب ضحية تلك الأحداث 140 شخص، وقد وصفت الحادثة بالمجزرة.
  - الاعتراف رسميًا بشرعية «الحزب التروتسكي السنغالي» في السنغال ذو الفكر الشيوعي.
- 1986 - أمين عام الأمم المتحدة الأسبق كورت فالدهايم يتولى رئاسة النمسا.
- 1989 - كارلوس منعم يتولى رئاسة الأرجنتين.
- 1990 - منتخب ألمانيا لكرة القدم يحرز لقبه الثالث في تاريخه في بطولة كأس العالم بعد تغلبه على المنتخب الأرجنتيني بهدف للا شيء في النسخة الرابعة عشر لبطولة كأس العالم المقامة في إيطاليا.
- 1997 - حلف الناتو يدعو كل من التشيك وهنغاريا وبولندا إلى الانضمام إلى الحلف في عام 1999.
- 1999 - إعدام آلان لي ديفيس بالكرسي الكهربائي، وكان ذلك آخر مرة تجرى فيها عملية الإعدام بالكرسي الكهربائي بولاية فلوريدا.
- 2003 - السلطات الإسرائيلية تقرر السماح لليهود والسياح الأجانب بالدخول إلى ساحات المسجد الأقصى.
- 2009 - انعقاد القمة الخامسة والثلاثين لمجموعة الثماني في لاكويلا بإيطاليا.
- 2010 - إيفيتا راديكوفا تتولى رئاسة وزراء سلوفاكيا.
- 2013 - مقتل 51 شخصًا وإصابة المئات أمام نادي الحرس الجمهوري في القاهرة إثر إطلاق نار على معتصمين مؤيدين للرئيس محمد مرسي فيما سمي بأحداث دار الحرس الجمهوري.
- 2014 -
  - انتخاب هادي البحرة رئيساً جديداً للائتلاف الوطني لقوى الثورة والمعارضة السورية.
  - سيطرة الحوثيين على مدينة عمران شمال اليمن بعد اقتحام مقر اللواء 310 مدرع في معركة عمران.
  - ميروسلاف كلوزه يصبح أكثر لاعب تسجيلًا للأهداف في تاريخ كأس العالم لكرة القدم أثناء مباراة في نصف النهائي سُجِّلت فيها العديد من الأرقام القياسيَّة.
- 2015 - روسيا تستخدم الفيتو ضد قرار لمجلس الأمن يصف مذبحة سربرنيتسا بالإبادة الجماعية.
- 2016 -
  - هجوم على مرقد سبع الدجيل في شمال بغداد جنوب محافظة صلاح الدين أدى إلى مقتل أكثر من 50 شخص وإصابة أكثر من 70 آخرين.
  - انتخاب إبراهيم غالي أميناً عاماً لجبهة البوليساريو ورئيساً للجمهورية العربية الصحراوية خلفاً لمحمد عبد العزيز.
  - مقتل 5 عناصر من الشرطة الأمريكية برصاص قناصين في مدينة دالاس.
- 2018 -
  - انحراف قطار عن مساره في تشورلو التركية يتسبب في مقتل 24 شخصاً وإصابات لأكثر من 120 آخرين.
  - بيان القمة الإثيوبية الإريترية المشترك ينهي صراع الحدود الإريتري–الإثيوبي ويعيد العلاقات الدبلوماسية بين البلدين ويفتح الحدود المشتركة بينهما.
- 2022 - مقتل رئيس وزراء اليابان السابق شينزو آبي بالرصاص عن عمر ناهز 67 عامًا، أثناء إلقائه خطابًا في تجمع انتخابي في مدينة نارا.

## مواليد
- 1593 - أرتيميسا جنتلسكي، رسامة إيطالية.
- 1621 - جان دي لافونتين، كاتب فرنسي.
- 1760 - كريستيان كرامب، رياضياتي فرنسي.
- 1839 - جون دافيسون روكفلر، صناعي أمريكي.
- 1939 - محمد باقر الحكيم، مرجع ديني شيعي عراقي ومؤسس المجلس الأعلى للثورة الإسلامية في العراق.
- 1857 - ألفريد بينيه، عالم فرنسي في علم النفس.
- 1885 - إرنست بلوخ، فيلسوف ماركسي ألماني.
- 1895 - إيجور تام، عالم فيزياء روسي حاصل على جائزة نوبل في الفيزياء عام 1958.
- 1943 - عليه الجباس، ممثلة مصرية.
- 1951 -
  - أمل عباس، ممثلة عراقية تعمل في الكويت.
  - أنجليكا هيوستن، ممثلة أمريكية.
- 1952 - أحمد نظيف، رئيس وزراء مصر.
- 1958 -
  - تسيبي ليفني، سياسية إسرائلية.
  - كيفين بيكن، ممثل أمريكي.
  - إبراهيم الواعظ، محامي وحقوقي وسياسي عراقي.
- 1968 - بيلي كرودب، ممثل أمريكي.
- 1976 -
  - أروى، مغنية يمنية.
  - طلال القرقوري، لاعب كرة قدم مغربي.
- 1977 - ميلو فينتميليا، ممثل أمريكي.
- 1979 - أنس الدغيم، شاعر سوري.
- 1980 -
  - سعود كريري، لاعب كرة قدم سعودي.
  - روبي كين، لاعب كرة قدم أيرلندي.
- 1981 - أناستازيا ميسكينا، لاعبة كرة مضرب روسية.
- 1982 - صوفيا بوش، ممثلة أمريكية.
- 1983 - مساعد ندا، لاعب كرة قدم كويتي.
- 1985 - سامر إسماعيل، ممثل سوري.
- 1988 - ميكي روكي، لاعب كرة قدم إسباني.
- 1998 - جيدن سميث، ممثل أمريكي.

## وفيات
- 1538 - دييغو دي ألماغرو، مستكشف ورحالة إسباني.
- 1695 - كريستيان هوغنس، عالم فيزياء هولندي.
- 1822 - بيرسي بيش شيلي، شاعر إنجليزي.
- 1937 - موسى أبو خمسين، فقيه جعفري وقاضي سعودي.
- 1949 - أنطون سعادة، سياسي لبناني.
- 1962 - عبد الكريم الجزائري، فقيه مسلم وشاعر عراقي.
- 1972 - غسان كنفاني، أديب فلسطيني.
- 1979 -
  - شينيتشيرو توموناغا، عالم فيزياء ياباني حاصل على جائزة نوبل في الفيزياء عام 1965.
  - روبرت وودورد، عالم كيمياء أمريكي حاصل على جائزة نوبل في الكيمياء عام 1965.
- 1982 - أحمد النجفي الزنجاني، فقيه شيعي وخطاط إيراني - عراقي.
- 1992 - عاطف بسيسو، قيادي في منظمة التحرير الفلسطينية.
- 1994 - كيم إل سونغ، رئيس كوريا الشمالية.
- 2003 - لاله ولادن بيجاني، التوأم السيامي الإيراني بعد عملية فاشلة لفصلهما من الرأس.
- 2012 -
  - محمد بن سعود بن عبد العزيز آل سعود، أمير منطقة الباحة.
  - إيرنست بورغنين، ممثل أمريكي.
- 2013 - حسن عبد السلام، مخرج مسرحي مصري.
- 2014 - حميد القشيبي، قائد عسكري يمني.
- 2015 - عبد الرحمن الخريجي، ممثل سعودي.
- 2021 - عبد الحميد أبو النعيم، داعية مسلم مغربي.
- 2022

- شينزو آبي، سياسي ياباني.
- لويس إيشيفيريا، سياسي مكسيكي.
- 2024 - يعقوب السبيعي، شاعر كويتي.

## وصلات خارجية
- وكالة الأنباء القطريَّة: حدث في مثل هذا اليوم.
- النيويورك تايمز: حدث في مثل هذا اليوم.
- BBC: حدث في مثل هذا اليوم.